# NAVGTR奖

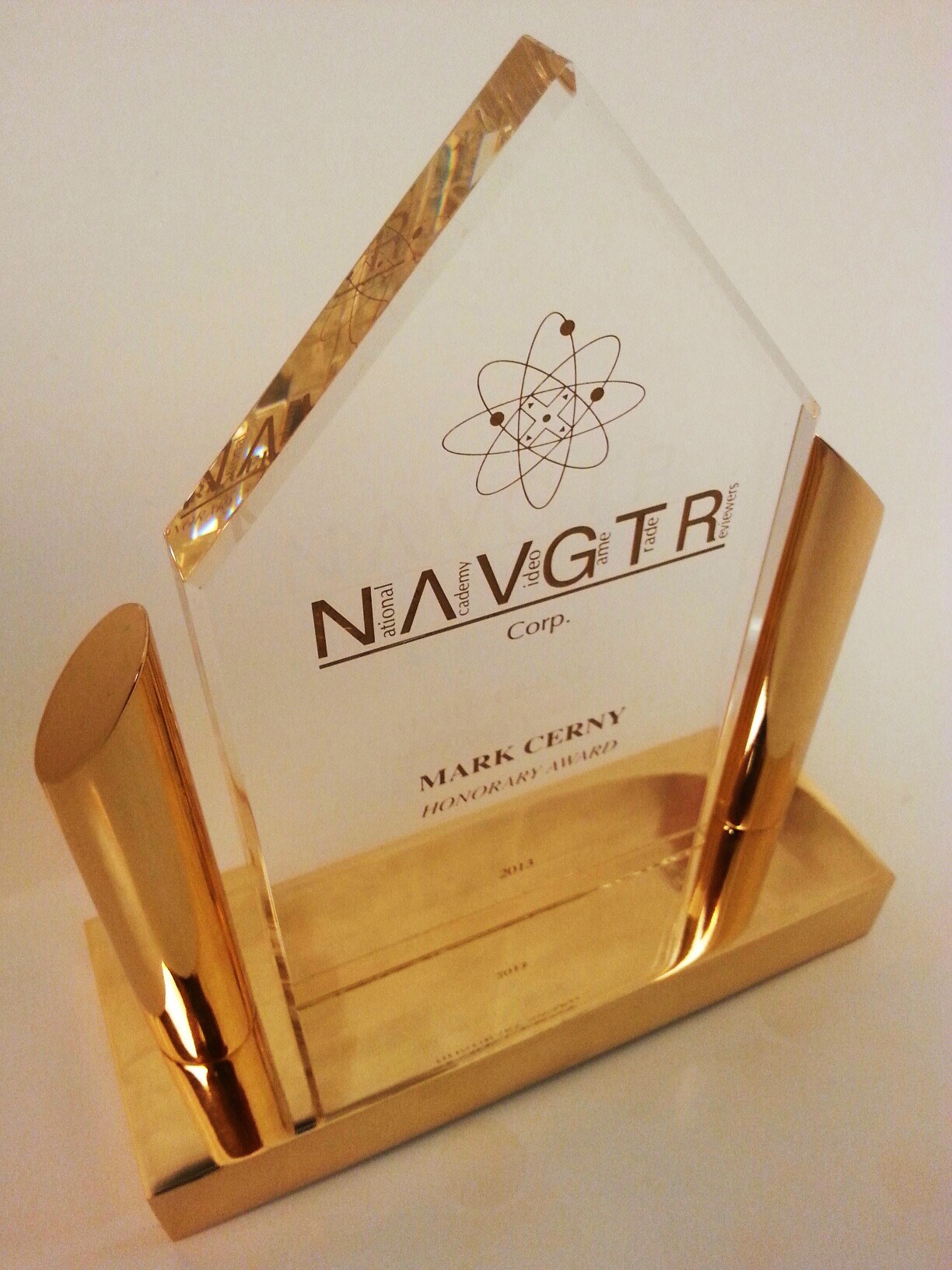
奖项建立于2001年，每年由国家电子游戏行业研究院颁发

NAVGTR奖是由国家电子游戏行业研究院（英語：National Academy of Video Game Trade Reviewers，缩写NAVGTR）颁发的电子游戏产业的奖项。NAVGTR是美国一个促进和认可互动娱乐行业的非营利组织，自2001年以来设立一年一度的NAVGTR奖。该组织有来自游戏媒体行业的600多名专业会员，他们会对提名的游戏进行投票。2013年颁出的奖项有54个类别。